# جيسون ميدينا
جيسون ميدينا (مواليد 27 فبراير 1995) لاعب كرة قدم كولومبي لعب سابقاً لدى نادي الشمال القطري .

## روابط خارجية
- جيسون ميدينا على موقع قاعدة بيانات كرة القدم.إي يو (الإنجليزية)
- جيسون ميدينا على موقع Soccerway.com (الإنجليزية)